# Kali amide
Kali amide là một hợp chất vô cơ có công thức hóa học KNH2, bao gồm một ion kali và một base liên hợp của amonia. Nó là một chất rắn màu vàng nâu. Năm 1808, Joseph Louis Gay-Lussac và Louis Jacques Thénard khám phá ra nó.

## Điều chế
Kali amide được tạo ra bởi phản ứng của khí amonia với kali. Ngoài ra, nó có thể được tạo ra bởi phản ứng của kali oxide với amonia lỏng ở -50 °C. Phản ứng thường cần chất xúc tác.

## Tính chất
Kali amide phản ứng với nước để tạo thành amonia và kali hydroxide và cháy tạo thành kali peroxide, nitơ dioxide và nước:
KNH2 + H2O → NH3 + KOH
2KNH2 + 4O2 → K2O2 + 2NO2 + 2H2O

## Ứng dụng
Kali amide được sử dụng làm cơ sở mạnh mẽ trong tổng hợp hữu cơ để thay thế nucleophin, trùng hợp và các chất tương tự. Kali amide còn được sử dụng như thuốc trừ sâu.

## Phức hợp
KNH2·NH3 tồn tại dưới dạng tinh thể không màu.
KNH2·2NH3 là phức hợp thu được dưới dạng sản phẩm phụ khi chưng cất kali trong dicesi-dodecahydro-closo-dodecaborat Cs2B12H12 trong amonia lỏng ở -38 ℃, tồn tại dưới dạng tinh thể không màu thuộc hệ tinh thể trực thoi.